# Système de zones humides de Jæren
Le système de zones humides de Jæren  est un site ramsar norvégien du Comté de Rogaland.
Ce système de zones humides est réparti sur six communes pour un total de 22 zones de conservation différentes : 15 réserves naturelles, 5 zones de protection du paysage qui sont à chaque fois des aires protégées pour les plantes ou les oiseaux, parfois les deux et enfin 2 aires protégées. La zone comprend des îles avec des dunes de sable et des lacs peu profonds. La superficie totale du système est de 34,08 km2.
La première réserve naturelle de cette zone, celle du lac de Grudavatn, a été créée en 1974. Les zones ont depuis 1985, un statut commun comme site ramsar, en raison de leur importance pour les oiseaux migrateurs. Le nombre de zones a été élargi en 2002.
La zone de protection du paysage de Jærstrendene, qui a été créé le 9 décembre 2003, regroupe plusieurs aires protégées, y compris huit réserves ornithologiques. Six de ces huit réserves sont incluses dans le système de zones humides de Jæren, et les deux dernières; Raunen et Håstein-Run; ont malgré tout obtenu le statut de site ramsar.
Les plages de Jaeren sont un très important lieu de repos pour les oiseaux migrateurs, en particulier les oiseaux aquatiques. C'est également une importante zone de nidification et le plus important lieu d'hivernage pour ces oiseaux dans le sud-ouest de la Norvège.